# 통일한국당 (2021년)
통일한국당(統一韓國黨)은 2021년에 창당된 대한민국의 정당이다.
대한민국 제19대 대통령 선거에 출마했던 이경희가 한국국민당에서 나와 독자적으로 정당을 창당하였다.

## 주요 선거 결과

### 대통령 선거
| 연도   | 선거  | 후보자 | 득표     | 득표율         | 결과 | 당락 |
| ------ | ----- | ------ | -------- | -------------- | ---- | ---- |
| 2022년 | 20대  | 이경희 | 11,708표 | \| \| 0.03% \| | 9위  | 낙선 |
|        | 0.03% |        |          |                |      |      |

### 국회의원 선거
|  | 0% |

|  | 0.03% |

|  | 0% |

### 지방선거
|  | 0% |

|  | 0% |

|  | 0% |

|  | 0% |